# Прєвали
Прєвали (словац. Prievaly) — село, громада округу Сениця, Трнавський край. Кадастрова площа громади — 15.01 км².
Населення 1009 осіб (станом на 31 грудня 2020 року). Поруч протікає Миявська Рудава.

## Історія
Прєвали згадуються 1439 року.

## Населення
| Рік:            | 1994. | 2004.   | 2014.   | 2024.   |
| --------------- | ----- | ------- | ------- | ------- |
| Кількість осіб: | 927   | 906     | 996     | 941     |
| Різниця:        |       | -2,26 % | +9,93 % | -5,52 % |

| Рік:            | 2023. | 2024.   |
| --------------- | ----- | ------- |
| Кількість осіб: | 933   | 941     |
| Різниця:        |       | +0,85 % |